# Кімаск Сальме Йосепівна
Сальме Йосепівна Кімаск (19 грудня 1907, Марієнгофська волость Везенберзького повіту Естляндської губернії, тепер повіту Ляене-Вірумаа, Естонія — 10 квітня 1972, місто Таллінн, Естонія) — радянська естонська діячка, вчителька, завідувач навчальної частини середньої школи № 20 імені Кінгісеппа міста Таллінна. Депутат Верховної Ради СРСР 4-го скликання.

## Життєпис
Народилася в багатодітній родині селянина-бідняка Йосепа Кйойока. З дитячих років наймитувала в заможних селян. У 1936 році закінчила Тартуський університет.
З 1944 року працювала вчителькою естонської мови та літератури в талліннських школах, у тому числі в середній школі № 2.
З 1950 року — вчителька естонської мови та літератури, завідувач навчальної частини середньої школи № 20 імені Кінгісеппа міста Таллінна.
Потім — на пенсії. Померла 10 квітня 1972 року в місті Таллінні.